# 莫特鎮區 (北達科他州赫廷傑縣)
莫特鎮區（英語：Mott Township）是位於美國北達科他州赫廷傑縣的一個鎮區。

## 地方資料
莫特鎮區的面積為91.35平方千米，當中陸地面積為91.17平方千米，而水域面積為0.18平方千米。根據2020年美國人口普查的數據，當地共有人口79人，而人口密度為每平方千米0.86人。